# Estácio de Sá
Estácio de Sá (Santarém, 1520 – Rio de Janeiro, 20 febbraio 1567) è stato un ufficiale ed esploratore portoghese.
Si recò nella colonia del Brasile per ordine della corona portoghese per dichiarare guerra ai coloni francesi comandati da Nicolas Durand de Villegaignon. Questi si erano stabiliti nel 1555 nella baia di Guanabara a Rio de Janeiro, in un insediamento noto come Francia antartica. Fu il fondatore di Rio de Janeiro, oggi la seconda città più grande del Brasile.

## Biografia
Estácio de Sá era nipote del Governatore generale della colonia del Brasile, Mem de Sá.
Arrivò con due galeoni a Salvador, Bahia, nel 1564. Nel 1565, dopo lunghi preparativi e l'aiuto dei gesuiti, come Manuel da Nóbrega e José de Anchieta, partì via mare da São Vicente, São Paulo, il primo insediamento portoghese in Brasile, con una forza d'attacco. Il 1º marzo fondò la città di São Sebastião do Rio de Janeiro vicino al monte Pan di Zucchero e stabilì le basi delle sue operazioni militari contro i francesi e i loro alleati aborigeni.
Dopo aver ricevuto rinforzi, inviati via mare da suo zio da Salvador, ordinò un attacco decisivo contro la fortificazione di Uruçú-mirim il 20 gennaio 1567. Morì il 20 febbraio 1567 per la ferita provocata da una freccia che gli aveva perforato l'occhio.
Fu sepolto nella chiesa di San Sebastiano nell'accampamento da lui fondato. Dopo la crescita della città di Rio de Janeiro, le sue spoglie furono trasferite in una nuova chiesa di San Sebastiano nel Castelo. Furono riscoperte nel 1839 da diversi studiosi che lavoravano per l'imperatore Pedro II e, nel 1862, durante la ricostruzione della chiesa, alcune sue ossa furono riesumate alla presenza dell'imperatore e deposte in una "degna urna".

## Eredità
In qualità di fondatore di Rio de Janeiro, Estácio de Sá è onorato con i nomi di molte località e istituzioni in Brasile:
- il quartiere Estácio nella città di Rio de Janeiro;
- la scuola di samba di Rio, Grêmio Recreativo Escola de Samba Estácio de Sá, di solito chiamata semplicemente Estácio de Sá. Rio è una delle culle del samba, la musica popolare del Brasile;
- l'Universidade Estácio de Sá, una delle tre più grandi università private del Brasile;
- l'Universidade Estácio de Sá Futebol Clube, una squadra di calcio di proprietà della suddetta università.